# Łukasz Bodnar
Łukasz Bodnar (ur. 10 maja 1982 we Wrocławiu) – polski kolarz szosowy. Dwukrotny mistrz Polski (2007, 2008) w jeździe indywidualnej na czas, brązowy medalista ze startu wspólnego (2013)
Jego bratem jest kolarz Maciej Bodnar.

## Najważniejsze osiągnięcia
2006
- 3. miejsce w Wyścigu Solidarności i Olimpijczyków
- 2. miejsce w mistrzostwach Polski (jazda indywidualna na czas)

2007
- 1. miejsce w klasyfikacji aktywnych Tour de Pologne
- 1. miejsce w Wyścigu Solidarności i Olimpijczyków
  - 1. miejsce na 4. etapie
- 1. miejsce w mistrzostwach Polski (jazda indywidualna na czas)

2008
- 1. miejsce w mistrzostwach Polski (jazda indywidualna na czas)
- 1. miejsce w Wyścigu Solidarności i Olimpijczyków
  - 1. miejsce na 4. etapie
- 2. miejsce w Bałtyk - Karkonosze Tour

2009
- 1. miejsce w Wyścigu Dookoła Mazowsza
  - 1. miejsce na 3. etapie
- 1. miejsce na 8. etapie Dookoła Maroka

2010
- 1. miejsce na 3. etapie Szlakiem Grodów Piastowskich

2011
- 3. miejsce w Szlakiem Grodów Piastowskich
- 3. miejsce w Małopolski Wyścig Górski

2012
- 3. miejsce w mistrzostwach Polski (jazda indywidualna na czas)

2013
- 1. miejsce w Małopolski Wyścig Górski
  - 1. miejsce na 2. etapie
- 3. miejsce w mistrzostwach Polski (start wspólny)

2014
- 3. miejsce w Memoriał Andrzeja Trochanowskiego

2015
- 3. miejsce w Memoriał Stanisława Szozdy